# Il male non esiste (film 2020)
Il male non esiste  (in persiano شیطان وجود ندارد‎, Sheytān vojud nadārad, "Il diavolo non esiste") è un film del 2020 scritto e diretto da Mohammad Rasoulof.
Film in quattro episodi sul tema della pena di morte in Iran, ha vinto l'Orso d'oro al 70º Festival di Berlino.

## Trama

### Il male non esiste
La giornata tipo di un normale padre di famiglia il cui lavoro alla fine si rivela essere quello di boia.

### Lei ha detto: "Lo puoi fare"
Pouya, un militare di leva idealista che sogna di abbandonare l'Iran con la sua ragazza, viene assegnato all'impiccagione di un prigioniero. Intenzionato a non togliere la vita a nessuno per ordine di qualcun altro, cerca di scappare impadronitosi di un'arma.

### Compleanno
Un giovane soldato in licenza fa visita alla sua ragazza in occasione del suo compleanno nel suo paesino natale sul Mar Caspio, con l'intenzione di chiederla in sposa alla famiglia, che però scopre indaffarata nei preparativi del funerale di quel ragazzo di cui ha eseguito la condanna a morte.

### Baciami
Un'anziana coppia riceve la visita della nipote cresciuta in Germania, la quale è ignara che lo zio ha un doloroso segreto da confessarle.

## Distribuzione
Il film è stato presentato in anteprima al Festival internazionale del cinema di Berlino il 28 febbraio 2020. È stato distribuito nelle sale cinematografiche italiane a partire dal 10 marzo 2022.

## Riconoscimenti
- 2020 – Festival di Berlino[1]
  - Orso d'oro per il miglior film
  - Premio della giuria ecumenica
  - Guild Film Prize